# Hotel Hay-Adams
The Hay–Adams é um hotel de luxo localizado no noroeste de Washington, D.C., a capital dos Estados Unidos.
O Hay-Adams foi comprado na década de 1930 pelo magnata Julius Manger, que possuía 18 hotéis apenas em Nova York. Durante a depressão, ele procurou aumentar suas propriedades hoteleiras na capital dos Estados Unidos, pois sentia ser um investimento seguro. Manger comprou o hotel Hay-Adams em 1933, onde residiu até sua morte em março de 1937.
A família de Manger possuiu o Hay Adams de 1933 a 1973, durante o qual o hotel era conhecido como Manger Hay-Adams. Em 2006, a B. F. Saul Company, uma empresa imobiliária de área de Washington, D.C., comprou o Hay-Adams por US$ 100 milhões. Em 2008 e início de 2009, o presidente eleito Barack Obama e sua família ficaram no Hay-Adams por um período de duas semanas antes de sua posse porque a Blair House estava ocupada.

## Curiosidades
O Hotel Hay-Adams (substituto da Casa Hay-Adams, existente na mesma esquina em 1927) era o ponto predileto dos diplomatas, dos convidados da Casa Branca, membros do Congresso e lobistas endinheirados. Muitos dos seus convidados fizeram suas reservas usando pseudônimos, com o consentimento do gerente do hotel. Os cicerones do hotel sempre sabiam os verdadeiros nomes de seus hóspedes, mas sempre entravam no jogo, chamando as pessoas pelos apelidos.